# Sudamericano de Rugby C 2012
El Sudamericano de Rugby C del 2012 se celebró en Guatemala con las selecciones de nivel C afiliadas a la Confederación Sudamericana de Rugby (CONSUR). También se le había denominado Centro Sudamericano de Rugby dado que en los últimos años la confederación ha visto aumentada la cantidad de miembros con países de Centroamérica, zona con menor desarrollo del rugby, creándose por primera vez un torneo de tercer nivel con las nuevas selecciones. El equipo de Costa Rica se consagró campeón invicto. Esta selección había debutado en un sudamericano de mayores en el 2006 mientras que Ecuador y Guatemala recién en el 2012 participaron de un sudamericano cuando se hicieron presentes en el Seven Masculino 2012 de Río de Janeiro, por último, el equipo de El Salvador hizo su primera participación en un torneo de CONSUR.

## Equipos participantes
- Selección de rugby de Costa Rica (Los Ticos)
- Selección de rugby de Ecuador (Los Piqueros)
- Selección de rugby de El Salvador (Los Torogoces)
- Selección de rugby de Guatemala (Los Jaguares)

## Posiciones[3]
| Pos. | Equipo      | Encuentros | Encuentros | Encuentros | Encuentros | Tantos  | Tantos    | Tantos     | Puntos |
| Pos. | Equipo      | jugados    | ganados    | empatados  | perdidos   | a favor | en contra | diferencia | Puntos |
| ---- | ----------- | ---------- | ---------- | ---------- | ---------- | ------- | --------- | ---------- | ------ |
| 1    | Costa Rica  | 3          | 3          | 0          | 0          | 127     | 21        | + 106      | 9      |
| 2    | Guatemala   | 3          | 2          | 0          | 1          | 69      | 49        | + 20       | 6      |
| 3    | Ecuador     | 3          | 1          | 0          | 2          | 54      | 38        | + 16       | 3      |
| 4    | El Salvador | 3          | 0          | 0          | 3          | 15      | 157       | - 142      | 0      |

Nota: Se otorgan 3 puntos al equipo que gane un partido, 1 al que empate y 0 al que pierda

## Resultados[4]

### Primera fecha
| 2 de diciembre | Costa Rica | 57 - 3  | El Salvador | Estadio de la Democracia, Ciudad de Guatemala, Guatemala |  |
|                |            | Reporte |             |                                                          |  |

| 2 de diciembre | Guatemala | 5 - 0 (W.O.) | Ecuador | Estadio de la Democracia, Ciudad de Guatemala, Guatemala |  |
|                |           | Reporte      |         |                                                          |  |

### Segunda fecha
| 5 de diciembre 11:00 | Costa Rica | 33 - 8  | Ecuador | Estadio de la Democracia, Ciudad de Guatemala, Guatemala |  |
|                      |            | Reporte |         |                                                          |  |

| 5 de diciembre 14:00 | Guatemala | 54 - 12 | El Salvador | Estadio de la Democracia, Ciudad de Guatemala, Guatemala |  |
|                      |           | Reporte |             |                                                          |  |

### Tercera fecha
| 8 de diciembre 12:00 | Ecuador | 46 - 0  | El Salvador | Estadio de la Democracia, Ciudad de Guatemala, Guatemala |                                    |
|                      |         | Reporte |             | Árbitro(s): Víctor Silver Paraguay                       | Árbitro(s): Víctor Silver Paraguay |

| 8 de diciembre 14:30 | Guatemala | 10 - 37 | Costa Rica | Estadio de la Democracia, Ciudad de Guatemala, Guatemala |                                  |
|                      |           | Reporte |            | Árbitro(s): Rodrigo Puelma Chile                         | Árbitro(s): Rodrigo Puelma Chile |

| Bandera de Costa Rica |
| Campeón Costa Rica    |
| Primer título         |